# Илюшин, Михаил Николаевич
Михаил Николаевич Илюшин — советский хозяйственный и государственный деятель, Герой Социалистического Труда.

## Биография
Родился в 1929 году в деревне Кирилловка. Член КПСС.
В 1947—1994 — электросварщик завода № 456 Государственного комитета Совета Министров СССР по оборонной технике, электросварщик НПО «Энергомаш» имени академика В. П. Глушко в городе Химки.
Указом Президиума Верховного Совета СССР от 17 июня 1961 года (под грифом «совершенно секретно») за выдающиеся заслуги в создании образцов ракетной техники и обеспечение успешного полёта советского человека в космическое пространство присвоено звание Героя Социалистического Труда с вручением ордена Ленина и золотой медали «Серп и Молот».
Делегат XXIII съезда КПСС.
Почётный гражданин города Химки (17.03.1989).
Умер в 2007 году в Химках.

## Награды и звания
- Герой Социалистического Труда (17.06.1961)
- Орден Ленина (17.06.1961)
- Орден Трудового Красного Знамени (26.07.1966)
- Орден Знак Почёта (20.04.1956)